# Arthur von Enzenberg
Arthur Graf von Enzenberg (* 27. Juli 1841 in Innsbruck; † 4. Januar 1925 ebenda) war ein österreichischer Verwaltungsjurist und Münzsammler.

## Leben
Arthur war der Sohn von Franz Graf von Enzenberg (1802–1879) und dessen Ehefrau Ottilie Gräfin von Tannenberg (1801–1874).
Er besuchte das Gymnasium in Innsbruck. Nachdem er am Italienfeldzug von 1859 teilgenommen hatte, begann er an der Universität Innsbruck Rechtswissenschaft zu studieren. Mit Viktor von Ebner-Rofenstein wurde er 1860 im Corps Chinesia aktiv. Als Inaktiver wechselte er an die Katholische Universität Löwen, die Universität Graz und die Universität Wien. 1865 wurde er zum Dr. jur. promoviert. Nach Tätigkeiten als Praktikant bei der Statthalterei Innsbruck und dem Innen- und Kultusministerium wurde von Enzenberg 1875 Bezirkshauptmann von Meran. 1882 wurde er zum Vizepräsidenten der Statthalterei Graz ernannt. 1885 erfolgte seine Berufung zum Sektionschef im Ministerium für Kultus und Unterricht. 1892 trat er in den Ruhestand. Das Innsbrucker Corps Rhaetia – seit 1913 Traditionsträger der Chinesia – verlieh ihm 1914 die Mitgliedschaft.
Sein besonderes Verdienst war die Erhaltung der Burgen und Schlösser Tirols einschließlich der sich in Familienbesitz befindlichen Schlösser Tratzberg und Campan. Aufgrund seiner Intervention kam es nicht zum Abriss der Landesfürstlichen Burg in Meran. Jahrzehntelang war er ehrenamtlich Kurator des Tiroler Landesmuseums Ferdinandeum. Seine private Sammlung Tiroler Münzen in einem Wert von 60 Millionen Kronen vermachte er dem Ferdinandeum. Diese stellt den Kern der Münzsammlung des Landesmuseums dar.

## Ehrungen
- Ernennung zum Geheimen Rat (1882)
- Mitglied im Herrenhaus (Österreich)